# Margareta Edgardh
Margareta Edgardh, född 23 januari 1925 i Stockholm, död 13 mars 2011, var en svensk journalist, lärare och översättare. Från 1993 skrev hon sig Margareta Wentz Edgardh.
Som journalist skrev hon om psykologiska och pedagogiska ämnen och var under 20 års tid redaktör för Hem och skolas tidskrift Barn i hem, skola, samhälle.
Edgardh specialiserade sig som översättare på psykologi och teologi, huvudsakligen från engelska och tyska, men även från franska, norska och danska. Mellan 1957 och 2004 översatte hon runt 170 böcker. Bland författare hon översatte märks R. D. Laing och Rollo May.

## Skrifter
- Källor av glädje (Wahlström & Widstrand, 1959)
- Stiftsgården i Rättvik (tillsammans med Alf Ahlberg) (Stiftsgården, 1964)

## Översättningar (urval)
- Ellen Bonnesen: Cecilia (Cecilie) (Viking, 1957)
- Reinhard Schmoeckel: Starkare än vapen (Stärker als Waffen) (Diakonistyrelsen, 1960)
- Karl Barth: Den evangeliska teologin (Bonnier, 1965)
- Julius Fast: Sexuell njutning: en sammanfattning av sexualforskningens viktigaste rön (What you should know about human sexual response) (Prisma, 1967)
- Ronald Gregor Smith: Martin Buber (Martin Buber) (Verbum, 1969)
- David Cooper: Död åt familjen (The death of the family) (Aldus/Bonnier, 1971)
- Elisabeth Kübler-Ross: Inför döden: frågor och svar (Bonnier, 1975)
- Daniel Rosenblatt: Att öppna dörrar: om gestaltterapi (Opening doors) (Prisma, 1977)
- Ursula Scheu: Vi föds inte till flickor - vi görs till det: småbarnsuppfostran i det västerländska samhället (Wir werden nicht als Mädchen geboren - wir werden dazu gemacht) (Prisma, 1979)
- Katharina Havekamp: Kärleken kommer hinkvis: roman (Love comes in buckets) (Alba, 1980)
- Neil Postman: Den förlorade barndomen (The disappearance of childhood) (Prisma, 1984)
- Viktor E. Frankl: Gud och det omedvetna: psykoterapi och religion (Der unbewusste Gott) (Natur och kultur, 1987)
- Peter Gay: Freud (Freud: a life for our time) (Bonnier, 1990)
- Donald W Winnicott: Den skapande impulsen: psykoanalytiska skrifter (översatt i samarbete med Arne Jemstedt, Natur och kultur, 1993)
- Paul Moxnes: Hjältar, häxor, horor och andra djuproller i mänskligt samspel (Dyproller) (Natur och kultur, 1995)
- Erich Fromm: Konsten att lyssna (The art of listening) (Natur och kultur, 2000)
- Verena Kast: Avund och svartsjuka: en utmaning (Neid und Eifersucht) (Natur och kultur, 2002)